# Polystichum anceps
Polystichum anceps är en träjonväxtart som beskrevs av Kurata. Polystichum anceps ingår i släktet Polystichum och familjen Dryopteridaceae. Inga underarter finns listade.